# Ga văn phòng Yeongdeungpo-gu
Ga Văn phòng Yeongdeungpo-gu (Tiếng Hàn: 영등포구청역, Hanja: 永登浦區廳驛) là ga trên Tàu điện ngầm Seoul tuyến 2 và Tàu điện ngầm vùng thủ đô Seoul tuyến 5 nằm ở Dangsan-dong 3-ga, Yeongdeungpo-gu, Seoul. Tên của nhà ga bắt nguồn từ Văn phòng Yeongdeungpo-gu gần đó.

## Lịch sử
- 30 tháng 6 năm 1983: Tên ga được quyết định là Ga văn phòng Yeongdeungpo-gu[3]
- 22 tháng 5 năm 1984: Bắt đầu hoạt động với việc khai trương Tàu điện ngầm Seoul tuyến 2 giữa Đại học Quốc gia Seoul ~ Euljiro 1(il)-ga
- 12 tháng 8 năm 1996: Trở thành ga trung chuyển với việc khai trương Tàu điện ngầm Seoul tuyến 5

## Bố trí ga

### Tuyến số 2 (B2F)
| Mullae ↑      |
| \| Vòng ngoài |
| ↓ Dangsan     |

| Vòng ngoài | ●Tuyến 2 | ← Hướng đi Sindorim · Sillim · Sadang · Gangnam                 |
| Vòng trong | ●Tuyến 2 | → Hướng đi Dangsan · Đại học Hongik · Sinchon · Tòa thị chính → |

### Tuyến số 5 (B5F)
| Yangpyeong ↑       |
| \| W/B             |
| ↓ Chợ Yeongdeungpo |

| Hướng Tây  | ●Tuyến 5 | ← Hướng đi Omokgyo · Kkachisan · Sân bay Quốc tế Gimpo · Banghwa |
| Hướng Đông | ●Tuyến 5 | → Hướng đi Singil · Yeouido · Hanam Geomdansan · Macheon →       |

## Xung quanh nhà ga
| Lối ra \| 나가는 곳 \| Exit \| 出口 | Lối ra \| 나가는 곳 \| Exit \| 出口 |
| ----------------------------------- | --- |
| 1                                   | Công viên công dân Dangsan |
| 2                                   | Văn phòng Yeongdeungpo-gu Trung tâm Y tế Công cọng Yeongdeungpo-gu Công viên công dân Dangsan                                                |
| 3                                   | Phòng Thí nghiệm Viện Quản lý Chất lượng Nông sản Quốc gia Dịch vụ Hưu trí Quốc gia Chi nhánh Yeongdeungpo                                   |
| 4                                   | Sở cảnh sát Seoul Yeongdeungpo Trung tâm cộng đồng và Hội đồng quận Yeongdeungpo-gu Hi Seoul Youth Hotel Phòng nghệ thuật Yeongdeungpo       |
| 5                                   | Dangsan-dong 1-ga Trung tâm cộng đồng Dangsan 1-dong Dangsan-dong Jinro APT Văn phòng Giáo dục phía Nam Seoul Trường Trung Quốc Yanghwa      |
| 6                                   | Dangsan Hyundai APT Mullae-dong 3-ga Văn phòng Việc làm và Lao động Khu vực Seoul Chi nhánh phía Nam Seoul Trung tâm việc làm phía Nam Seoul |
| 7                                   | Văn phòng Yeongdeungpo-gu Công viên công dân Dangsan Văn phòng thuế Yeongdeungpo Bưu điện Seoul Yeongdeungpo                                 |

## Hình ảnh

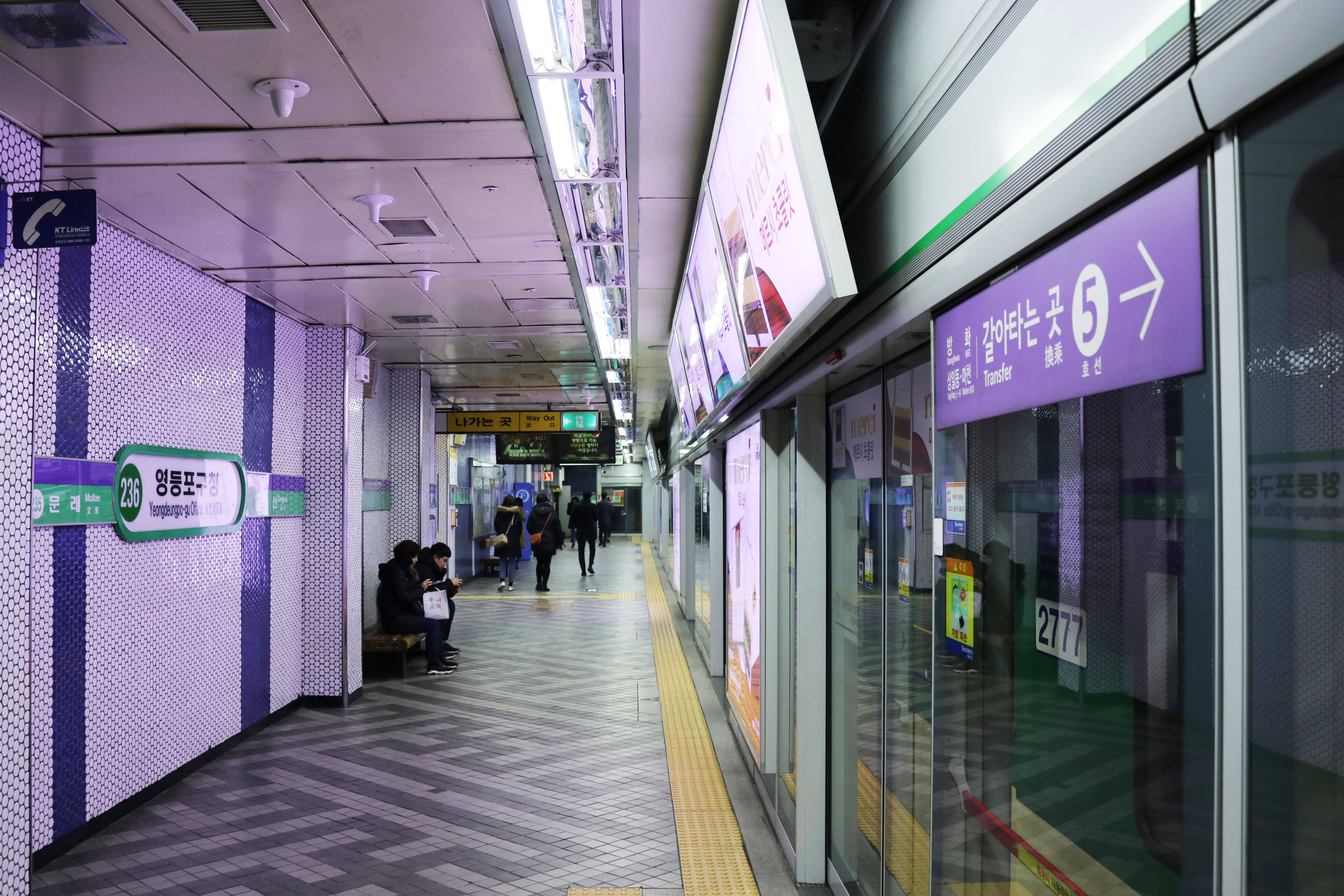
Sân ga Tuyến 2
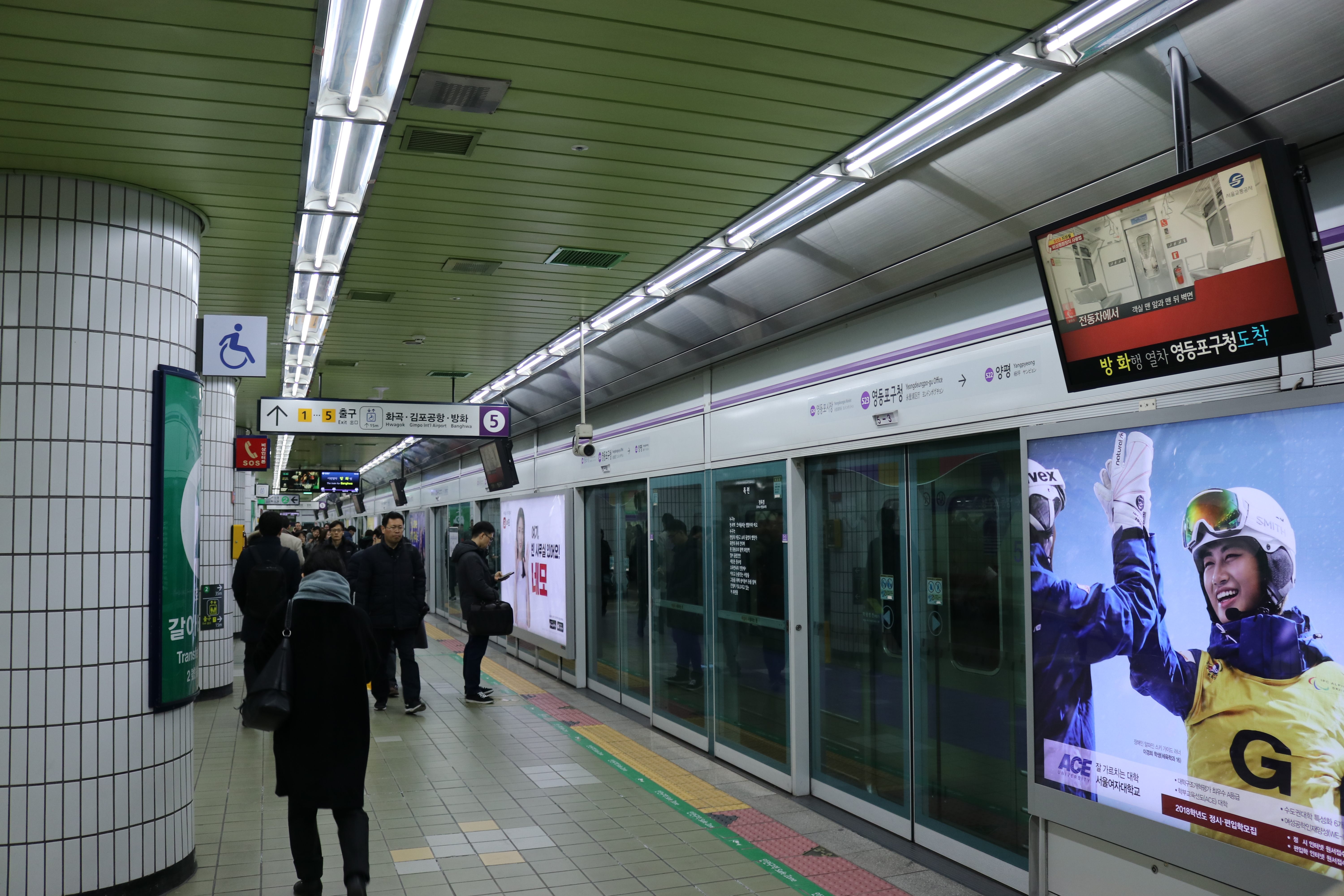
Sân ga Tuyến 5
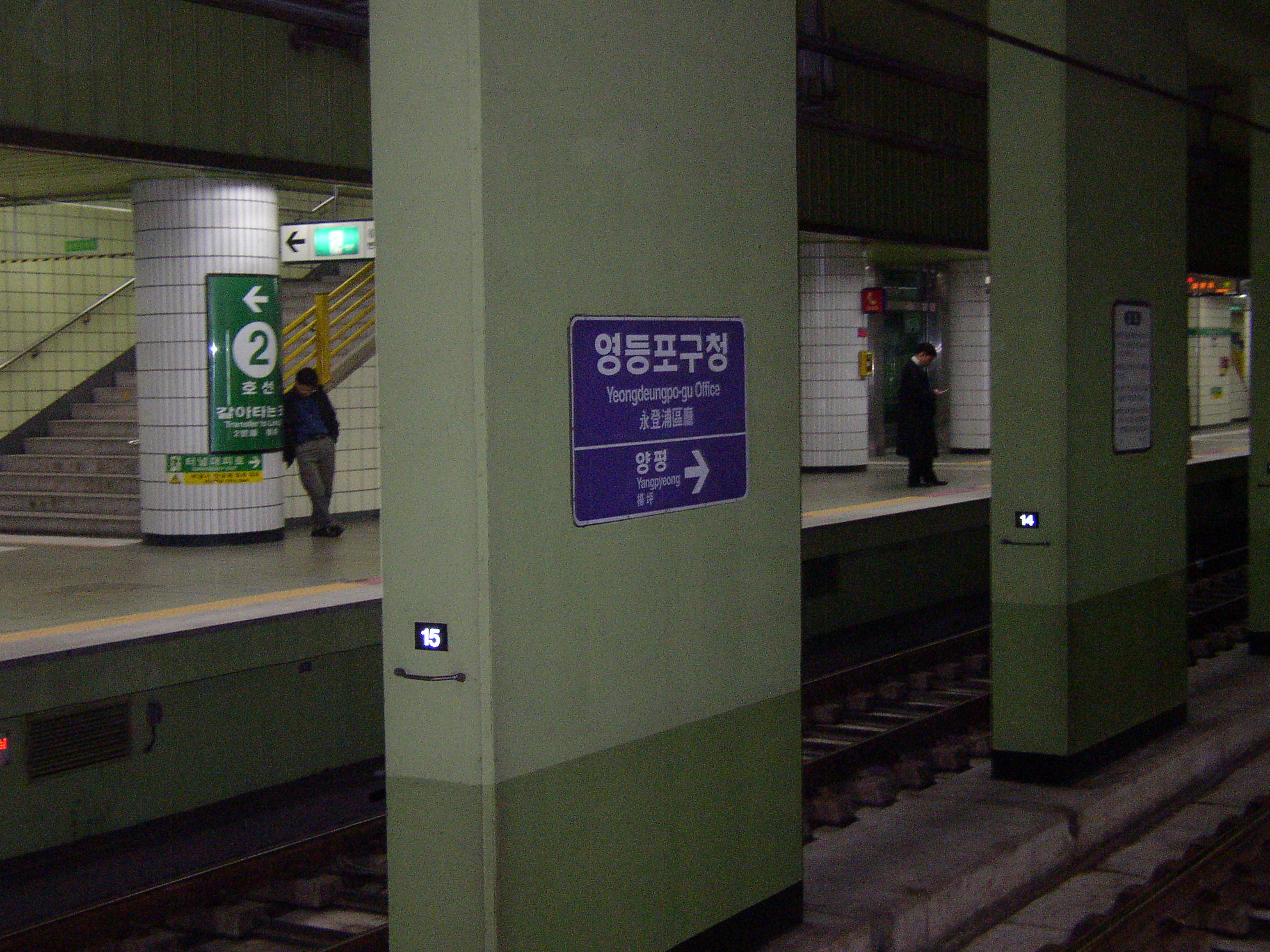
Đường ray Tuyến 5 (Trước khi lắp cửa chắn)